# Pino Sassano
Pino Sassano (* 26. Januar 1967 in Schwäbisch Gmünd) ist ein deutscher Karateka. Pino Sassano gilt als Begründer des Fitness Fighter Systems und leitet das Dojo Fitness Fighter Sassano. Er ist ein Kumite Spezialist. Er ist im Kampfsportbereich aktiv und trainiert u. a. mit dem vierfachen Profikickboxweltmeister Gökhan Arslan.

## Sportliche Ausbildung
Im Jahr 1979 begann Sassano mit Karate in Schwäbisch Gmünd. Zwei Jahre später machte er in Barnsley in England bei Senesi Ged Tummandie die Prüfung zum Braungurt im Stil Yoshukai. Bis 1984 trainierte er bei Sensei Albrecht Pflüger und machte die Prüfung zum Braungurt. Ebenfalls 1984 erfolgte die Prüfung zum 1. Dan bei Akio Nagai in der SKI und der Wechsel zu Hans Deininger nach Lorch sowie sein Eintritt in den Deutschen Karate Verband (DKV). 1985 machte er nochmals die Prüfung zum 1. Dan bei Sensei Günther Mohr und Sigi Wolf in der DKV. 1986 absolvierte er seinen ersten Lehrgang bei Toni Dietl. Die Prüfung zum 2. Dan legte er 1987 bei Shihan Mike Foster aus den USA ab. Prägend war 1988 die Begegnung mit Pat Mckay. Im Jahr 2012 machte er nochmals die Prüfung zum 2. Dan, diesmal bei Toni Dietl, bei dem er 2014 den 3. Dan und 2018 den 5. Dan machte. Im Jahre 2024 bestand Sassano, auf Grund herausragender kampfsportlicher Fähigkeiten, unter der Aufsicht von Sensei Toni Dietl, die Prüfung zum 6. Dan.

## Karriere
Zwischen 2012 und 2015 war Sassano Führender in der Weltrangliste der WKU. Im Jahr 2015 er sich den Grand Slam im Karate sichern und wurde Deutscher Meister, Europameister und Weltmeister der WKU.
Von 2016 bis 2017 war er WKU-Bundestrainer und wurde als Bundestrainer Weltmeister Team Herren und Damen.
Im Jahr 2016 wurde er als einziger Kumite-Karateka zum Sportler des Jahres der WKU gewählt.
2013 eröffnete er die Kampfsportschule Fitness Fighter. Er ist Offizieller Prüfer des Karate Kollegium Deutschland und Mitglied der WKU Nationalmannschaft Deutschland.

## Erfolge
- 2011: 1. Platz Oberschwaben Cup

- 2012: Deutscher Meister
- 2013: Internationaler Deutscher Vizemeister
- 2013:1. Platz Deutschlandpokal (Ü35)
- 2013: 1. Platz Deutschlandpokal (Ü45)
- 2014: Deutscher Meister WKU Berlin
- 2015: Internationaler Landesmeister 2015
- 2015: Internationaler Deutscher Meister 2015
- 2015: Europameister
- 2015: Weltmeister der WKU +45 Jahre
- 2015: Vize-Weltmeister der WKU +35 Jahre
- 2015: Europameister der WKU +35 Jahre
- 2015: Internationaler Deutscher Meister der WKU +35 Jahre
- 2015: 1. Platz Internationaler Landesmeister Ü45

## Auszeichnungen
- Sportler des Jahres 2016 BBL Award der WKU

| Personendaten    | Personendaten      |
| ---------------- | ------------------ |
| NAME             | Sassano, Pino      |
| KURZBESCHREIBUNG | deutscher Karateka |
| GEBURTSDATUM     | 26. Januar 1967    |
| GEBURTSORT       | Schwäbisch Gmünd   |